# Romina Fernandes
Romina Fernandes (Buenos Aires, Argentina, 22 de marzo de 1986) es una actriz argentina hija del director y maestro de actores Augusto Fernandes. En el 2022 ganó popularidad por su papel coprotagónico en la película “Granizo”, de Nicolás Giacobone y Fernando Balmayor, con dirección de Marcos Carnevale. En el film, que se estrenó en Netflix el 30 de marzo de 2022, ella interpreta a Carla Flores, hija del personaje de Guillermo Francella.   

## Reseña biográfica
Romina Fernandes nació en Buenos Aires el 22 de marzo de 1986. A los 8 años se muda con su madre a Paris por 3 años. Desde ese momento el francés se convirtió en su segunda lengua y a su regreso siguió perfeccionándolo en la Alianza Francesa y en el CUI, por lo que pudo desempeñarse como profesora de francés un tiempo al terminar el colegio. Esto también le valió un papel en la película “Lucía” de Juan Pablo Martínez (2020) en la que interpreta a una francesa, médica oftalmóloga. 
Comenzó su formación artística en el año 2000 en la escuela de Guillermo Bredeston. Ahí se formó 4 años con los maestros Roxana Berco, Helena Tritek y Hugo Urquijo. En 2004 entra a estudiar en la escuela de Augusto Fernandes, siendo durante 3 años la coordinadora y asistente de sus grupos. Estudió 4 años con Beatriz Spelzini y Alberto Segado antes de comenzar con Augusto. Tomó seminarios de verano con Claudio Tolcachir, con Juan Carlos Corazza en Madrid y con Natalia Smirnoff (cine). Tiene algunos años cursados de la Licenciatura en Artes Combinadas de la UBA, y junto con Lisandro Fiks formaron el Estudio de Teatro Fernandes-Fiks mediante el cual dan clases de teatro para adolescentes y adultos en el Centro Cultural San Martin y de forma privada. 

## Carrera Profesional
En el año 2008, con 22 años, hace su primera obra de teatro, “Cielo Rojo”, con dirección de Helena Tritek. A partir de allí todos los años que siguieron hizo teatro. Trabajó con directores como Carlos Kaspar, Marcelo Velázquez, Ezequiel Tronconi y sobre todo con Lisandro Fiks con el que hizo muchas obras, entre ellas “25 millones de argentinos” por la que ganó el Premio Trinidad Guevara como Revelación Femenina en 2016. Entre sus últimos trabajos más reconocidos en teatro está “Un enemigo del pueblo” (Ganadora de los Premios Ace y Estrella de Mar como Mejor Obra) en el Teatro Regio, con temporada en Mar del Plata en el Teatro Provincial y en el Multitabaris, en la que interpretó a Paula, la hija activista y rebelde del Dr. Stockman, interpretado por Juan Leyrado; y “La Gran Renuncia”, versión libre de Lisandro Fiks sobre La Fiaca, también para el Complejo Teatral de Buenos Aires (2022-2023), en la que interpreta a Tamara Jáuregui, CEO de una agencia de publicidad, adicta al trabajo.
En cine interpretó papeles secundarios y de reparto en “Lucía”, “Chocolate x 3”, “Los impresentables”, “Días de vinilo”, y papeles coprotagónicos en “Dejá la luz prendida” (2018), “Granizo” (Netflix 2022) y “Oliva”, a estrenarse en 2023 por Star+. 
Su papel en Granizo lo obtiene gracias a que Guillermo Francella la ve en teatro en “Un enemigo del pueblo” y la recomienda al director Marcos Carnevale para que le tome una audición para el papel de su hija, una médica pediatra cordobesa; por lo que luego de obtener el papel tuvo que perfeccionarse en la tonada de esta provincia con un coach.

## Premios y menciones
- Premios Trinidad Guevara (2016) “Revelación Femenina” (Ganadora)
- Premio Sur (2023) "Actriz Revelación" (nominada)

## Filmografía

### Cine
- 2012: “Días de Vinilo” (Gabriel Nesci)
- 2017: “Dejá la luz prendida” (Ezequiel Inzagui-Alfredo Salinas)
- 2019: “Lucía” (Juan Pablo Martínez)
- 2021: “Granizo” (Marcos Carnevale)
- 2022: “Los Impresentables” (Lazlo Papas) - (En postproducción)
- 2022/2021: “Chocolate x 3” (Tomás Sánchez) - (En postproducción)
- 2022:  “Oliva” (Luciano Leyrado) (Estreno en cines 2023)

### Televisión
- 2010 - “Todos contra Juan 2” (Telefé)
- 2011: “El Elegido” (Telefé)
- 2018 - “Secreto bien guardado” (Miniserie – Netflix - Alberto Lecchi)
- 2022 – “Los Protectores 2” (Pol-ka)

## Trabajos en teatro
- 2008-2009: Cielo Rojo
- 2010-2012: El Incidente Nora
- 2012: Top Girls
- 2013-2014: TILT y los vidrios al suelo
- 2014-2015: 1982 Obertura Solemne
- 2015: Enfermedad de Juventud
- 2016-2017: 25 millones de argentinos (2016-2017) - Ganadora del Premio Trinidad Guevara como Revelación Femenina
- 2017-2018: LEIA (Autora y directora)
- 2018-2019: Un Enemigo del Pueblo
- 2020: Extra Virgen
- 2021: Mala Vida, me estás dando
- 2022-2023: Mala Praxis
- 2022-2023: La Gran Renuncia